# 長野県立南安曇農業高等学校
もしかして
- 長野県南安曇農業高等学校

ではありませんか？